# All the Lovers
All the Lovers è il singolo di lancio dell'album Aphrodite della cantautrice australiana Kylie Minogue, il primo singolo ufficiale annunciato dopo il decimo album di inediti X del 2007. La canzone è una ballata elettronica, prodotta dal duo inglese Kish Mauve in collaborazione con il DJ inglese Stuart Price.

## Pubblicazione e descrizione
Il singolo è stato annunciato in anteprima il 14 maggio sull'emittente inglese Radio One. Subito dopo è stato reso disponibile sul canale ufficiale della Parlophone di YouTube.
Il pezzo è una ballata elettronica, di carattere estremamente pop. L'uscita in radio ha interessato tutto il mondo lo stesso giorno, accompagnata da alcune dichiarazioni della cantante:
()
La canzone, una sintesi della carriera della cantante, miscela al pure-pop il tocco di elettronica e di dance che la caratterizzano ed è presentata in anteprima mondiale a Verona il 29 maggio, in occasione dei Wind Music Awards in cui Kylie è ospite internazionale d'onore.
Kylie Minogue ha inciso anche una versione della canzone in lingua spagnola intitolata Los Amores, pubblicata solo nell'edizione in vinile del singolo.

## Video musicale
Il videoclip per il singolo è stato girato nei giorni 7 e 8 maggio 2010 a Los Angeles, USA. Il video ritrae la cantante mentre canta per le strade americane, invitando tutti i passanti ad unirsi con lei in una "grande piramide d'amore".
Il video, in realtà, nonostante i palesi ammiccamenti sensuali, ha forti significati di uguaglianza, vuole rappresentare la vittoria dell'amore su tutto. Il tema dell'amore è trattato in modo universale, attraverso alcuni simboli come la colomba (indicata come segno di pace) o l'elefante, reo di un noto modo di dire inglese L'amore può far volare gli elefanti. Il bianco è il colore dominante perché colore della purezza. Il video, a detta dello stesso regista Joseph Kahn, simboleggia la nascita di Afrodite in chiave del tutto moderna, con la piramide rappresentante il monte Olimpo, sede nell'antica Grecia delle divinità pagane. Il personaggio di Afrodite è in tema con tutto l'album, che si rifà a tematiche sulla mitologia greca. Il video è anche una protesta contro l'omofobia, durante la "grande piramide d'amore", due uomini a sinistra della piramide stessa si scambiano baci e carezze.
Il video inizia con la caduta di alcuni oggetti su cui è stampato un codice QR. Il codice non è chiaramente visibile da poter essere letto direttamente dal video, ma un blogger lo ha ricostruito, rivelando che contiene la parola Love (amore).

### Accoglienza
Le recensioni sul video sono state miste, ma per lo più positive. Leah Greenblatt di Entertainment Weekly ha definito il video «una festa a base di spogliarelli per strada di proporzioni epiche (ed epicamente eccitanti)»., mentre Digital Spy commenta «ci sono poche popstar che generano amore collettivo come solo Kylie Minogue fa». In Italia, invece, la celebre testata TGCom dichiara «Kylie Minogue in "All The Lovers", canta l'inno all'amore universale. La clip non lascia spazio a dubbi: una sorta di orgia, non volgare, dove uomini baciano altri uomini e donne altre donne. Per poi scambiarsi i ruoli. Fino a formare una piramide (sotto la cornice dei grattacieli di Los Angeles) dove su tutti brilla Kylie.».

## Tracce[14]
CD1 single

1. All the Lovers
2. All the Lovers (Wawa Mix)
3. All the Lovers (Michael Woods Remix)
4. All the Lovers (Xxxchange Remix)
5. Video

CD2 single

1. All the Lovers
2. Go Hard or Go Home

Vinile 7" single
1. All the Lovers side one
2. Los amores side two

## Successo commerciale
Il singolo ha ottenuto notevole successo in tutta Europa. A fine 2010 è il 41simo singolo più venduto dell'anno, contando su più di 700 000 copie vendute solo in Europa, grazie alla lunga permanenza nelle maggiori classifiche europee. La canzone è la terza più ballata dell'anno negli Stati Uniti, surclassata solo da Goldfrapp e Lady Gaga. Discreto successo ha ottenuto anche nel Nordeuropa, dove ha ricevuto anche una nomination per i noti "Swedish Music Awards", i premi per la musica in Svezia. In Italia, All the Lovers è entrata in classifica ottenendo il disco d'oro per aver venduto più di 15 000 copie.

## Classifiche
| Classifica (2010)                  | Posizione massima |
| ---------------------------------- | ----------------- |
| Australia                          | 13                |
| Austria                            | 5                 |
| Belgio (Fiandre)                   | 10                |
| Belgio (Wallonia)                  | 8                 |
| Canada                             | 72                |
| Cile                               | 13                |
| Estonia                            | 2                 |
| Europa                             | 4                 |
| Francia                            | 3                 |
| Germania                           | 10                |
| Irlanda                            | 6                 |
| Italia                             | 6                 |
| Paesi Bassi                        | 61                |
| Regno Unito                        | 3                 |
| Regno Unito (Club Chart)           | 1                 |
| Repubblica Ceca                    | 18                |
| Russia                             | 14                |
| Slovacchia                         | 4                 |
| Spagna                             | 6                 |
| Svezia                             | 33                |
| Svizzera                           | 6                 |
| Ucraina                            | 5                 |
| Ungheria                           | 2                 |
| U.S. Billboard Hot Dance Club Play | 1                 |